# Stylosomus minutissimus
Stylosomus minutissimus es una especie de insecto coleóptero de la familia Chrysomelidae. 

## Distribución geográfica
Se distribuyen por el sur de Europa y el noroeste de África.
Fue descrita científicamente en 1824 por Germar.